# The Look
The Look is de doorbraaksingle van Roxette, en de tweede afkomstig van het tweede album Look Sharp! uit 1989. Op 12 januari dat jaar werd het nummer op single uitgebracht.

## Achtergrond
De plaat was op goede vrijdag 24 maart 1989 Veronica Alarmschijf op Radio 3 en werd een gigantische hit in de destijds twee landelijke hitlijsten op de nationale publieke popzender. De plaat kwam zowel in de Nederlandse Top 40 als de Nationale Hitparade Top 100 op de 2e positie. Het betekende tevens de voorbode van een hele reeks hits.
In België bereikte de plaat de 3e positie in de voorloper van de Vlaamse Ultratop 50 en de 2e positie in de Vlaamse Radio 2 Top 30. In Wallonië werd géén notering behaald.
Na het onverwachte succes van Look Sharp! in de Verenigde Staten, werd de single The Look wereldwijd uitgebracht, en met succes. Het werd niet alleen een nummer 1-hit in de VS, ook in Australië, Finland, Duitsland, Zwitserland, Italië, Nieuw-Zeeland, Noorwegen, Denemarken, Finland, Spanje, Australië en Nieuw-Zeeland bereikte de plaat de 1e positie, evenals in de Eurochart Hot 100. In Roxettes thuisland Zweden werd de 6e positie behaald en in het Verenigd Koninkrijk de 7e positie in de UK Singles Chart.
Met The Look was het Roxette eindelijk gelukt om internationaal door te breken.
Op het debuutalbum Strike! van de Duitse rock-'n'-rollcoverband The Baseballs staat dit nummer op de tracklist als bonustrack.

## Tracklijst
| - A-kant - The Look (03:56) - B-kant - Silver Blue (demo) (04:05) |

- Tekst en muziek - Per Gessle

Muzikanten
- Clarence Öfferman - producer, arrangeur, programming & keyboard
- Anders Herrlin - programming
- Jonas Isacsson - gitaren
- Pelle Alsing - drums

## Hitnoteringen

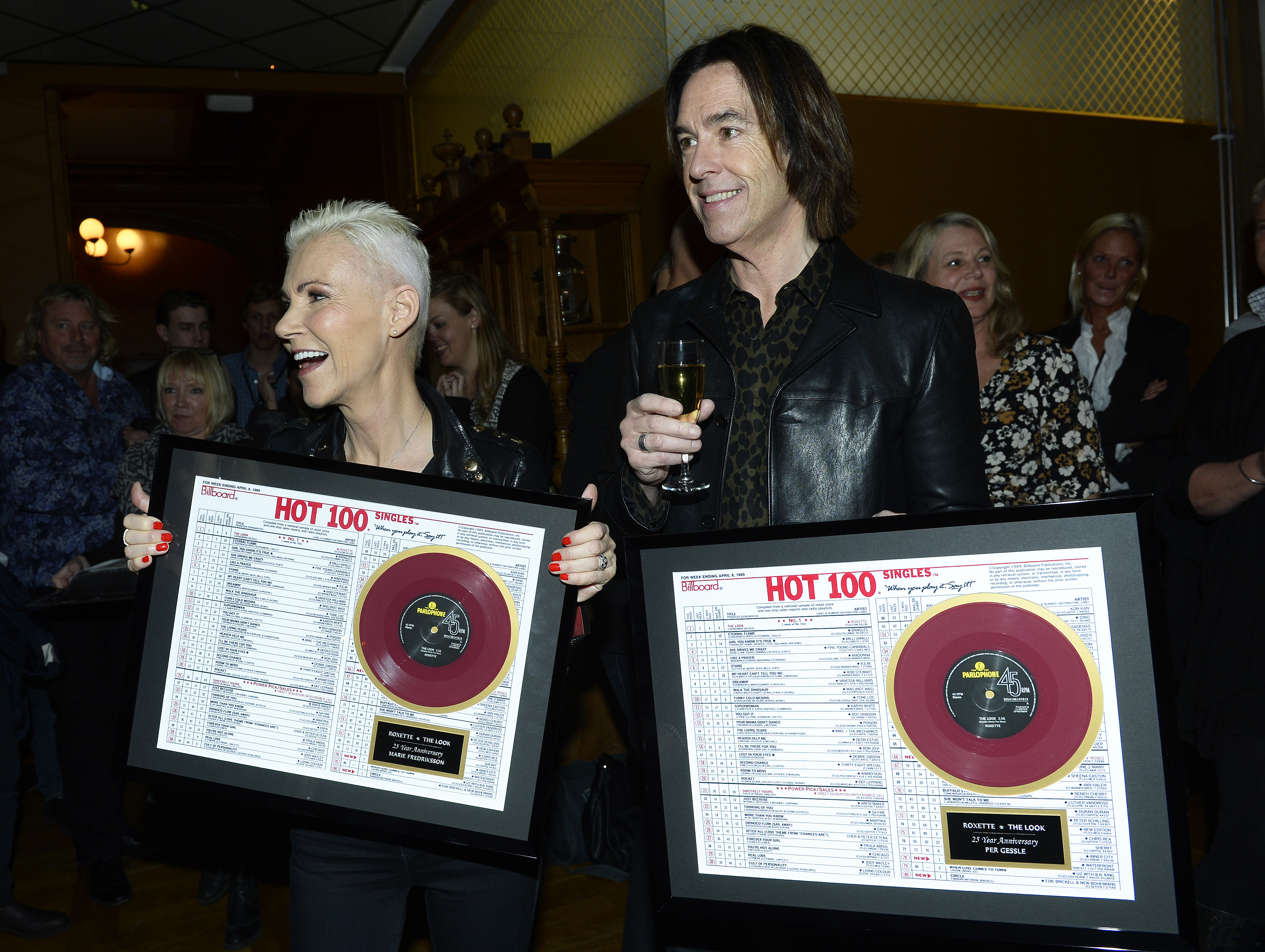
Roxette viert 25-jarig jubileum van The Look, 8 april 2014

### Nederlandse Top 40
| Hitnotering: 01-04-1989 t/m 17-06-1989 | Hitnotering: 01-04-1989 t/m 17-06-1989 | Hitnotering: 01-04-1989 t/m 17-06-1989 | Hitnotering: 01-04-1989 t/m 17-06-1989 | Hitnotering: 01-04-1989 t/m 17-06-1989 | Hitnotering: 01-04-1989 t/m 17-06-1989 | Hitnotering: 01-04-1989 t/m 17-06-1989 | Hitnotering: 01-04-1989 t/m 17-06-1989 | Hitnotering: 01-04-1989 t/m 17-06-1989 | Hitnotering: 01-04-1989 t/m 17-06-1989 | Hitnotering: 01-04-1989 t/m 17-06-1989 | Hitnotering: 01-04-1989 t/m 17-06-1989 | Hitnotering: 01-04-1989 t/m 17-06-1989 | Hitnotering: 01-04-1989 t/m 17-06-1989 |
| Week                                   | 1                                      | 2                                      | 3                                      | 4                                      | 5                                      | 6                                      | 7                                      | 8                                      | 9                                      | 10                                     | 11                                     | 12                                     |                                        |
| -------------------------------------- | -------------------------------------- | -------------------------------------- | -------------------------------------- | -------------------------------------- | -------------------------------------- | -------------------------------------- | -------------------------------------- | -------------------------------------- | -------------------------------------- | -------------------------------------- | -------------------------------------- | -------------------------------------- | -------------------------------------- |
| Nummer                                 | 27                                     | 12                                     | 7                                      | 5                                      | 2                                      | 2                                      | 2                                      | 3                                      | 7                                      | 15                                     | 25                                     | 37                                     | uit                                    |

### Nationale Hitparade Top 100
| Hitnotering: 25-03-1989 t/m 08-07-1989 | Hitnotering: 25-03-1989 t/m 08-07-1989 | Hitnotering: 25-03-1989 t/m 08-07-1989 | Hitnotering: 25-03-1989 t/m 08-07-1989 | Hitnotering: 25-03-1989 t/m 08-07-1989 | Hitnotering: 25-03-1989 t/m 08-07-1989 | Hitnotering: 25-03-1989 t/m 08-07-1989 | Hitnotering: 25-03-1989 t/m 08-07-1989 | Hitnotering: 25-03-1989 t/m 08-07-1989 | Hitnotering: 25-03-1989 t/m 08-07-1989 | Hitnotering: 25-03-1989 t/m 08-07-1989 | Hitnotering: 25-03-1989 t/m 08-07-1989 | Hitnotering: 25-03-1989 t/m 08-07-1989 | Hitnotering: 25-03-1989 t/m 08-07-1989 | Hitnotering: 25-03-1989 t/m 08-07-1989 | Hitnotering: 25-03-1989 t/m 08-07-1989 | Hitnotering: 25-03-1989 t/m 08-07-1989 | Hitnotering: 25-03-1989 t/m 08-07-1989 |
| Week                                   | 1                                      | 2                                      | 3                                      | 4                                      | 5                                      | 6                                      | 7                                      | 8                                      | 9                                      | 10                                     | 11                                     | 12                                     | 13                                     | 14                                     | 15                                     | 16                                     |                                        |
| -------------------------------------- | -------------------------------------- | -------------------------------------- | -------------------------------------- | -------------------------------------- | -------------------------------------- | -------------------------------------- | -------------------------------------- | -------------------------------------- | -------------------------------------- | -------------------------------------- | -------------------------------------- | -------------------------------------- | -------------------------------------- | -------------------------------------- | -------------------------------------- | -------------------------------------- | -------------------------------------- |
| Nummer                                 | 98                                     | 48                                     | 19                                     | 7                                      | 5                                      | 3                                      | 2                                      | 2                                      | 3                                      | 6                                      | 16                                     | 25                                     | 29                                     | 46                                     | 74                                     | 84                                     | uit                                    |

### Vlaamse Ultratop 50
| Hitnotering: 15-04-1989 t/m 08-07-1989 | Hitnotering: 15-04-1989 t/m 08-07-1989 | Hitnotering: 15-04-1989 t/m 08-07-1989 | Hitnotering: 15-04-1989 t/m 08-07-1989 | Hitnotering: 15-04-1989 t/m 08-07-1989 | Hitnotering: 15-04-1989 t/m 08-07-1989 | Hitnotering: 15-04-1989 t/m 08-07-1989 | Hitnotering: 15-04-1989 t/m 08-07-1989 | Hitnotering: 15-04-1989 t/m 08-07-1989 | Hitnotering: 15-04-1989 t/m 08-07-1989 | Hitnotering: 15-04-1989 t/m 08-07-1989 | Hitnotering: 15-04-1989 t/m 08-07-1989 | Hitnotering: 15-04-1989 t/m 08-07-1989 | Hitnotering: 15-04-1989 t/m 08-07-1989 | Hitnotering: 15-04-1989 t/m 08-07-1989 |
| Week                                   | 1                                      | 2                                      | 3                                      | 4                                      | 5                                      | 6                                      | 7                                      | 8                                      | 9                                      | 10                                     | 11                                     | 12                                     | 13                                     |                                        |
| -------------------------------------- | -------------------------------------- | -------------------------------------- | -------------------------------------- | -------------------------------------- | -------------------------------------- | -------------------------------------- | -------------------------------------- | -------------------------------------- | -------------------------------------- | -------------------------------------- | -------------------------------------- | -------------------------------------- | -------------------------------------- | -------------------------------------- |
| Nummer                                 | 38                                     | 18                                     | 15                                     | 9                                      | 7                                      | 4                                      | 3                                      | 3                                      | 3                                      | 5                                      | 9                                      | 13                                     | 36                                     | uit                                    |

### NPO Radio 2 Top 2000
Nadat de plaat in 2008 voor het laatst genoteerd stond in de NPO Radio 2 Top 2000 maakte deze in 2020 na elf jaar weer deel uit van de lijst na het overlijden van zangeres Marie Fredriksson.

| Nummer met noteringen in de NPO Radio 2 Top 2000 | '00  | '01 | '02  | '03  | '04  | '05  | '06  | '07  | '08  | '09-'19 | '20  |
| ------------------------------------------------ | ---- | --- | ---- | ---- | ---- | ---- | ---- | ---- | ---- | ------- | ---- |
| The Look                                         | 1227 | -   | 1481 | 1088 | 1404 | 1572 | 1920 | 1932 | 1650 | -       | 1952 |

1. ↑  Een '-' betekent dat het nummer niet was genoteerd en een vetgedrukt getal geeft de hoogste notering aan.
2. ↑  2000 was het eerste jaar met een notering voor dit nummer.
3. ↑  Deze tabel is bijgewerkt tot en met de laatste editie (2024).